# Computer History Museum
El Computer History Museum és un museu nord -americà fundat el 1996 a Mountain View, Califòrnia, quan el Computer Museum of Boston va traslladar la seva col·lecció d'ordinadors mainframe i articles històrics a Moffett Field, preferint centrar-se en exposicions d'ordinadors dirigides als nens.
Originalment, la divisió de l'ala oest del Museu de la Computació, anomenada "The Computer Museum History Center", després rebatejada com "The Computer History Museum" l'any 2001, explora la revolució informàtica i el seu impacte en la vida quotidiana.

## Històric
Quan el Museu de Boston va tancar el 1999, les restes de les seves col·leccions històriques van ser enviades al Centre d'Història del Museu d'Informàtica a Mountain View, Califòrnia, mentre que les seves exposicions d'ordinadors van ser absorbides pel Museu de la Ciència de Boston.
El museu es va ubicar primer al Moffett Field en un edifici antic que originalment era la botiga de mobles de la base naval, després es va adquirir l'octubre de 2002 l'edifici que ocupa actualment, que antigament estava ocupat per l'empresa Silicon Graphics, al 1401 North Shoreline Boulevard, Mountain View. S'obre el juny de 2003 .

## Exposicions

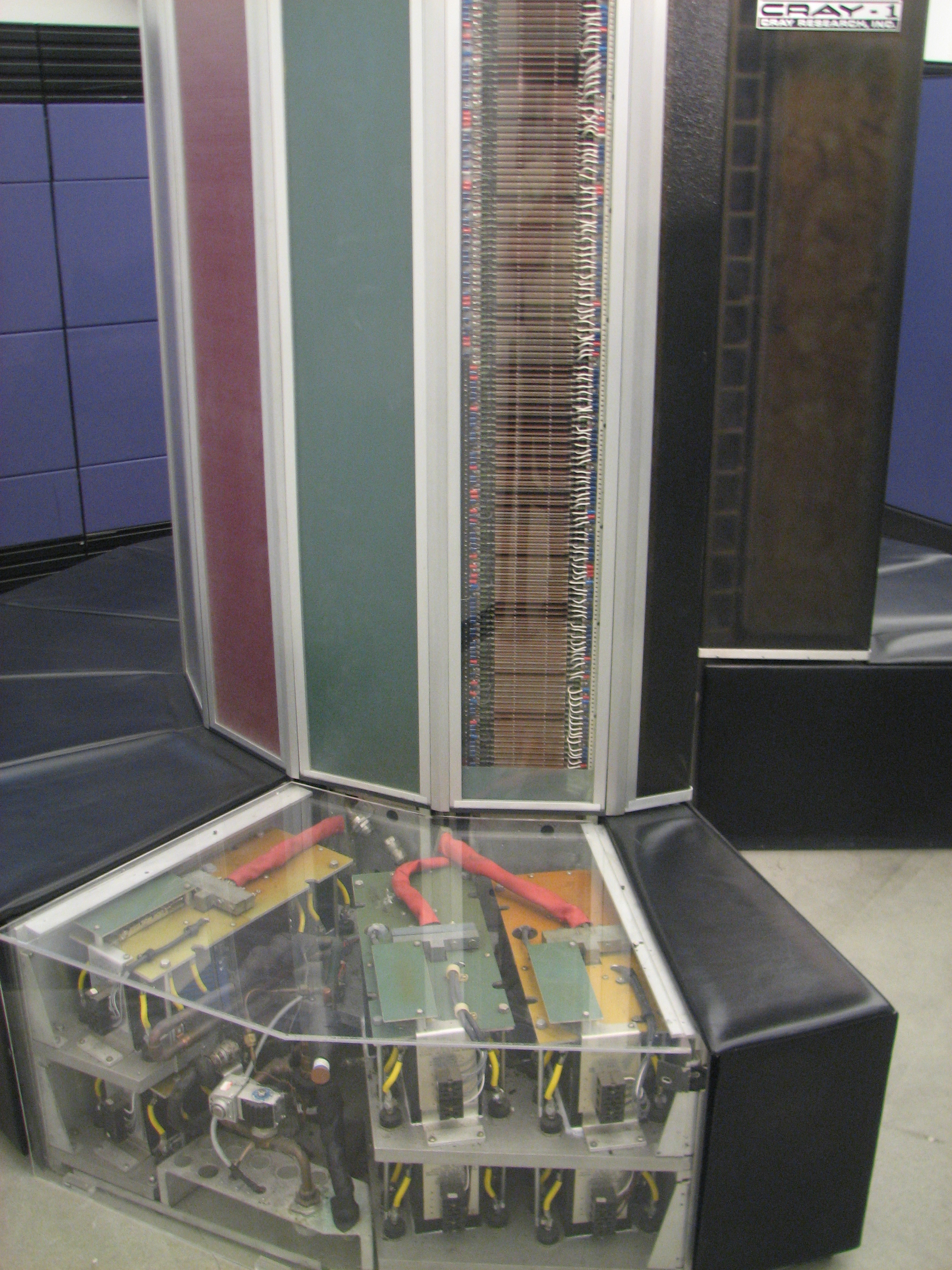
El superordinador Cray-1 exposat al Museu d'Història de la Computació.

El museu presenta exposicions que destaquen dates importants en la història de la informàtica, la història dels escacs electrònics i l'ordinador, i els invents de les empreses i personalitats de Silicon Valley.
- L'any 2009, el museu va oferir una exposició titulada " Cronologia de la història de la informàtica (Timeline of Computing History), que cobreix la història des de les tauletes d'argila sumeries fins a l'iPod.
- El museu també va oferir una exposició titulada "Revolució : els primers 200 anys d'informàtica"[1] i un altre titulat "On vas ? Una història dels vehicles autònoms”.[2] En el passat, ha ofert exposicions sobre "Computer Chess" i el motor analític de Charles Babbage.

La institució també acull la col·lecció d'objectes informàtics més gran del món. Inclou moltes peces rares, com ara un superordinador Cray-1, una màquina Enigma, l'ordinador de cuina Neiman Marcus fabricat per Honeywell el 1969, un ordinador totalment magnètic de Hewitt Crane ., un Apple I i un exemple de la primera generació de bastidors de servidors d'ordinadors personalitzats per Google.
El museu, finançat principalment amb el patrocini i les donacions d'empreses i personalitats de Silicon Valley, també acull conferències sobre el tema de la tecnologia d'avantguarda.

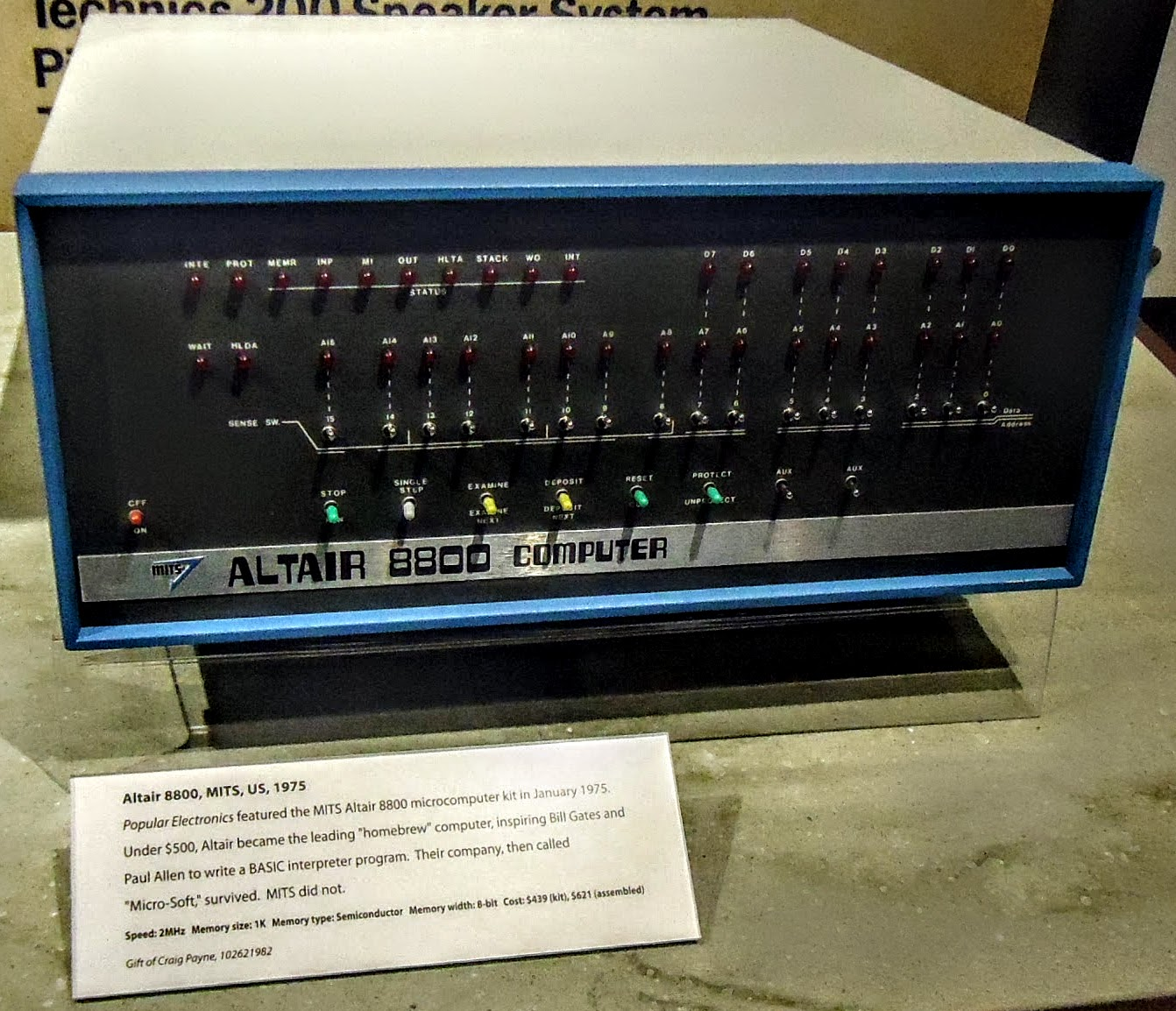
Un ordinador Altair 8800 exposat al Museu d'Història de la Computació.
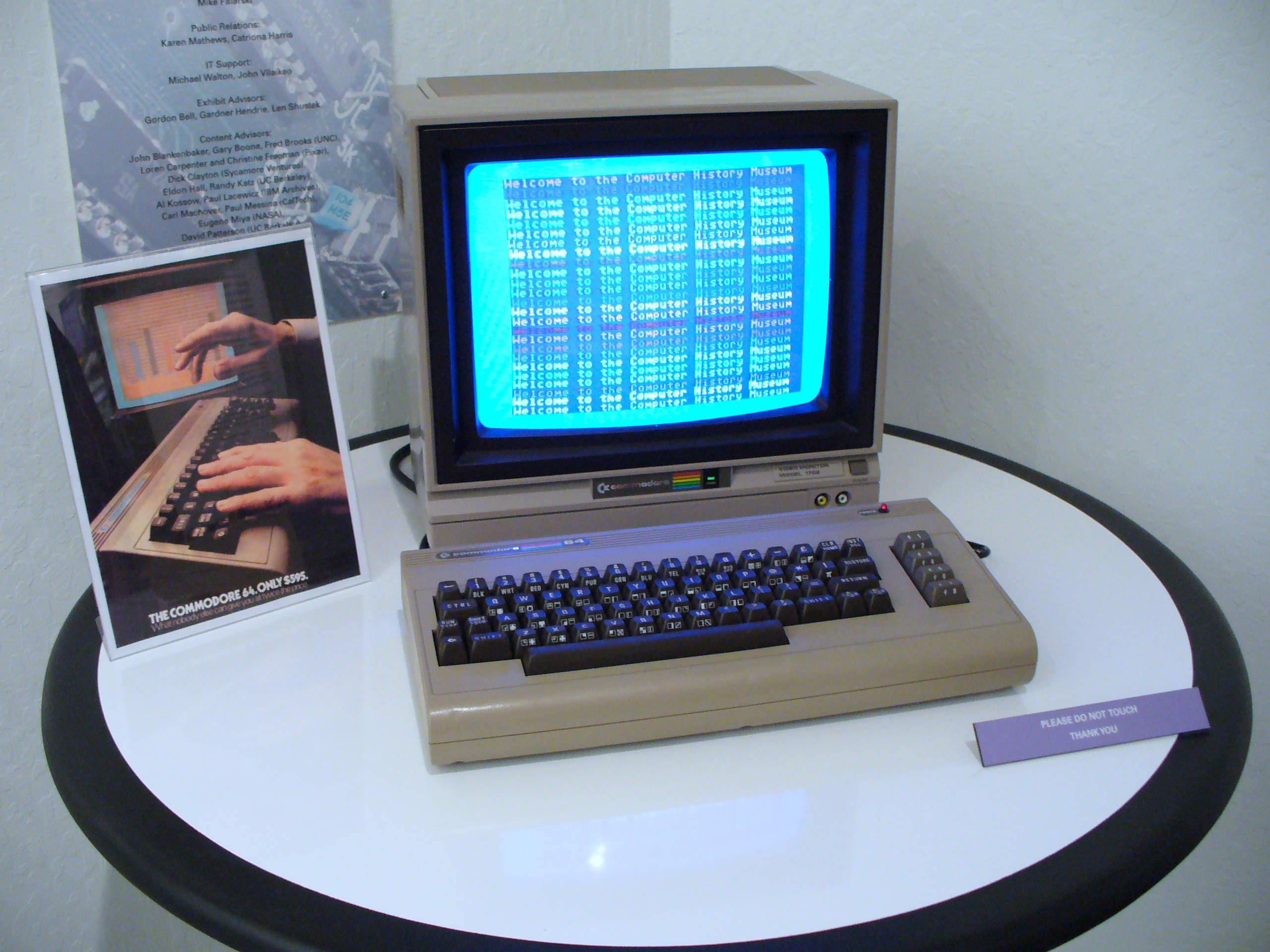
[fr→ca]Un micro ordinateur Commodore 64 exposé au musée de l'histoire de l'ordinateur.
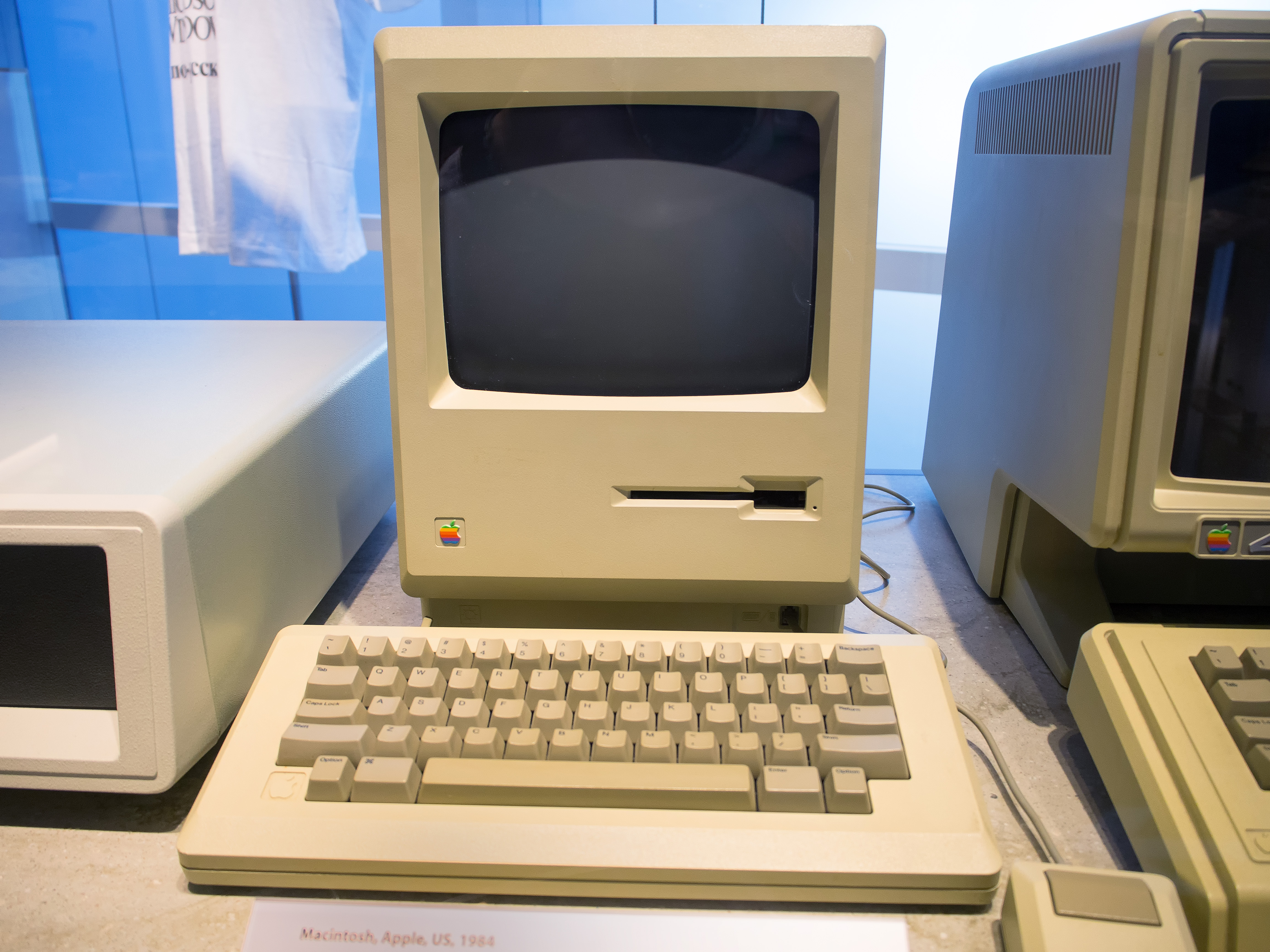
[fr→ca]Un Macintosh d'Apple exposé au musée de l'histoire de l'ordinateur.
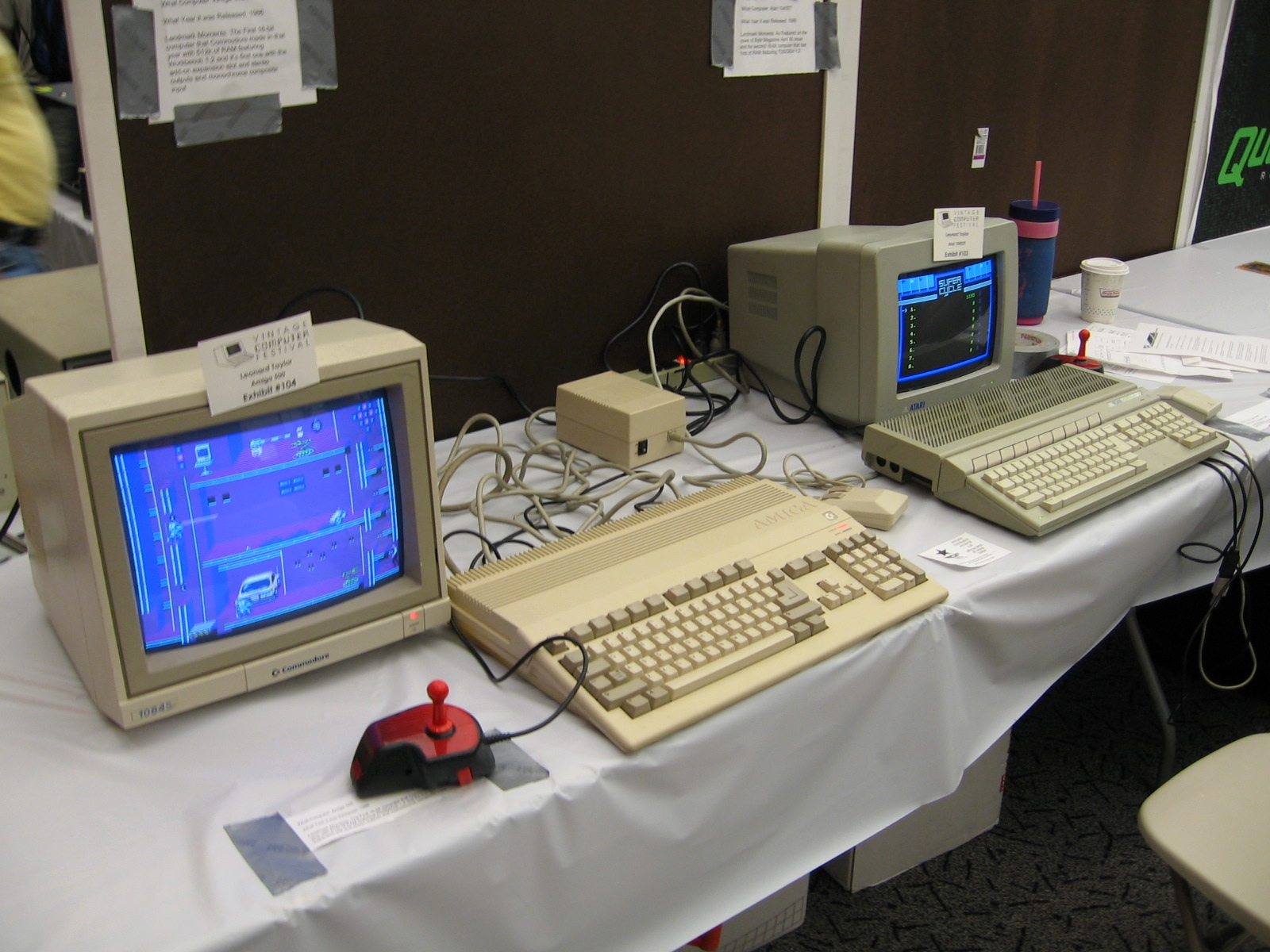
[fr→ca]Des micro ordinateurs Amiga 500 et Atari ST exposés au musée de l'histoire de l'ordinateur.

## Col·lecció de programes i codi font
El CHM també acull una àmplia col·lecció de programes, comissionada per Al Kossow, un antic alumne d'Apple, contractat el 2006. Kossow és responsable de l'adquisició i conservació de programes, així com del desenvolupament de les exposicions de CHM sobre aquest tema. Abans de ser contractat, Kossow ja contribuïa al museu. És propietari de Bitsavers, un gran dipòsit en línia de manuals d'ordinador, programes i microprogrames arxivat, adquirit de la seva pròpia col·lecció i a través de donacions dels seus companys.
L'any 2010 el museu va començar una col·lecció de codis font de programes importants des de l'era informàtica primitiva, començant amb el MacPaint 1.3 d'Apple, escrit en una combinació de llenguatge ensamblador i Pascal i disponible per a la seva descàrrega al públic.
El 2012, segueix el llenguatge de programació APL.
El 2013, Adobe Systems va donar el codi font de Photoshop 1.0.1 a la col·lecció.
El 2014 Microsoft va seguir, donant el codi font de SCP MS-DOS 1.25 i una barreja d' Altos MS-DOS 2.11 i TeleVideo PC DOS 2.11 i també Word per a Windows 1.1a sota la seva pròpia llicència.

## Membres d'honor
Són homes i dones excepcionals "les idees dels quals van canviar el món i van influir "gairebé" en tots els éssers humans vius d'avui". El 2019, aquest tauler d'honor compta amb 84 membres.
- 1987 : Grace Hopper
- 1995 : Jay Wright Forrester
- 1996 : Mitch Kapor, Ken Olsen
- 1997 : Dennis Ritchie, Ken Thompson, John Backus, Steve Wozniak
- 1998 : Gene Amdahl, Donald Knuth, Gordon Moore
- 1999 : Alan Kay, John McCarthy, Konrad Zuse
- 2000 : Frances E. Allen, Vint Cerf, Tom Kilburn
- 2001 : Fred Brooks, Jean E. Sammet, Maurice Wilkes
- 2002 : Charles Geschke, John Warnock, John Cocke, Carver Mead
- 2003 : Tim Berners-Lee, David Wheeler, Gordon Bell
- 2004 : Erich Bloch, Dan Bricklin, Bob O. Evans, Bob Frankston, Niklaus Wirth
- 2005 : Paul Baran, Douglas Engelbart, Alan Shugart, Ivan Sutherland
- 2006 : Tony Hoare, Bob Kahn, Butler Lampson, Marvin Minsky
- 2007 : John L. Hennessy, David Patterson, Morris Chang, Charles P. Thacker
- 2008 : Jean Bartik, Robert Metcalfe, Linus Torvalds
- 2009 : Federico Faggin, Marcian Hoff, Stanley Mazor, Masatoshi Shima, Donald D. Chamberlin, Robert Everett
- 2011 : Whitfield Diffie, Martin Hellman, Ralph Merkle, Bill Joy
- 2012 : Fernando J. Corbató, Edward Feigenbaum, Steve Furber, Sophie Wilson
- 2013 : Edwin Catmull, Harry Huskey, Robert Taylor
- 2014 : Lynn Conway, John Crawford, Irwin M. Jacobs
- 2015 : Bjarne Stroustrup, Charles Bachman, Evelyn Berezin
- 2016 : Dave Cutler, Lee Felsenstein, Phil Moorby
- 2017 : Alan Cooper, Margaret Hamilton, Larry Roberts, Cleve Moler
- 2018 : Dov Frohman-Bentchkowsky, Dame Stephanie Shirley, Guido van Rossum
- 2019 : James Gosling, Katherine Johnson, Leslie Lamport, Louis Pouzin

## Galeria

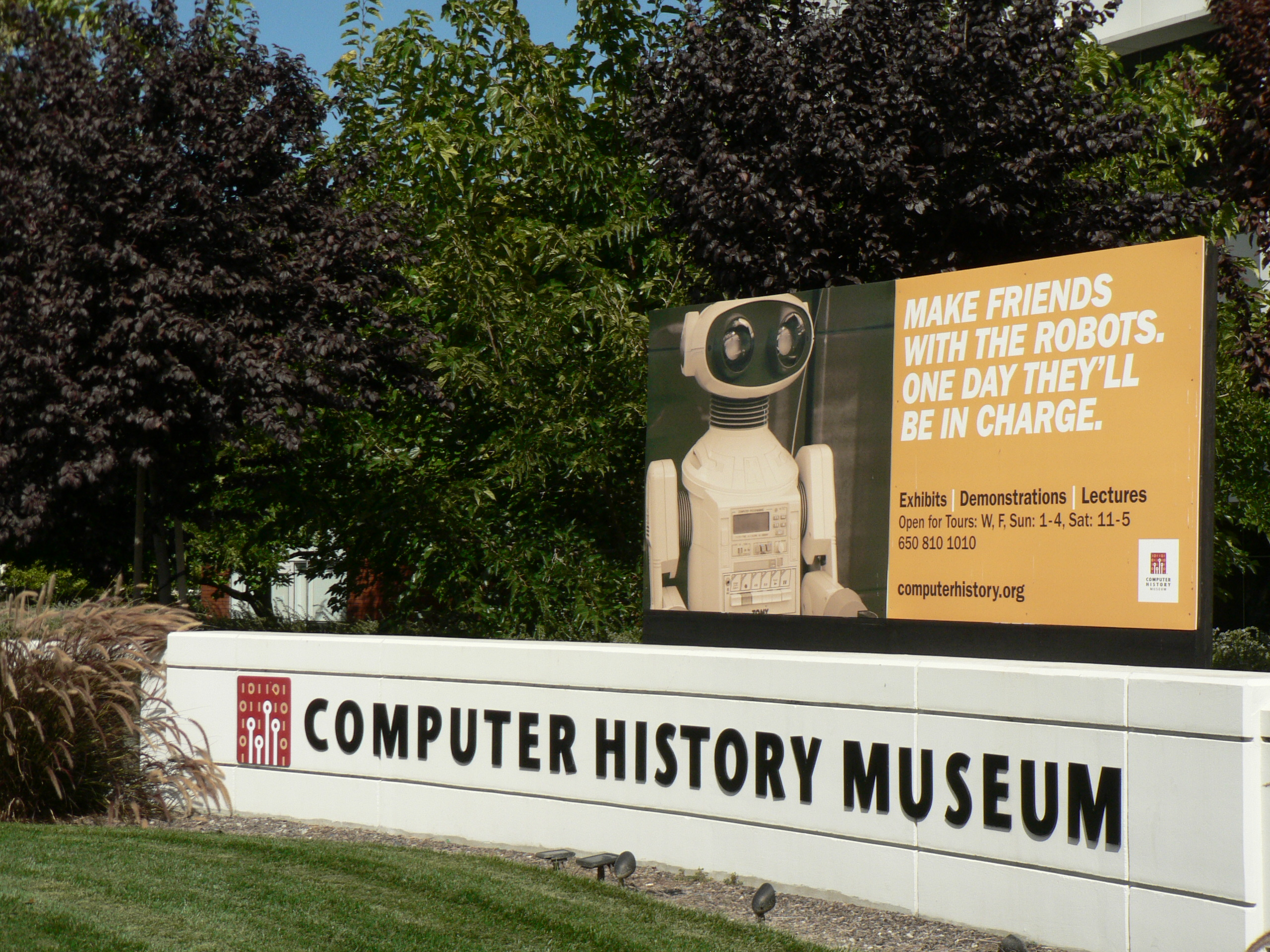
Panell informatiu del Museu d'Història de la Informàtica (2007).
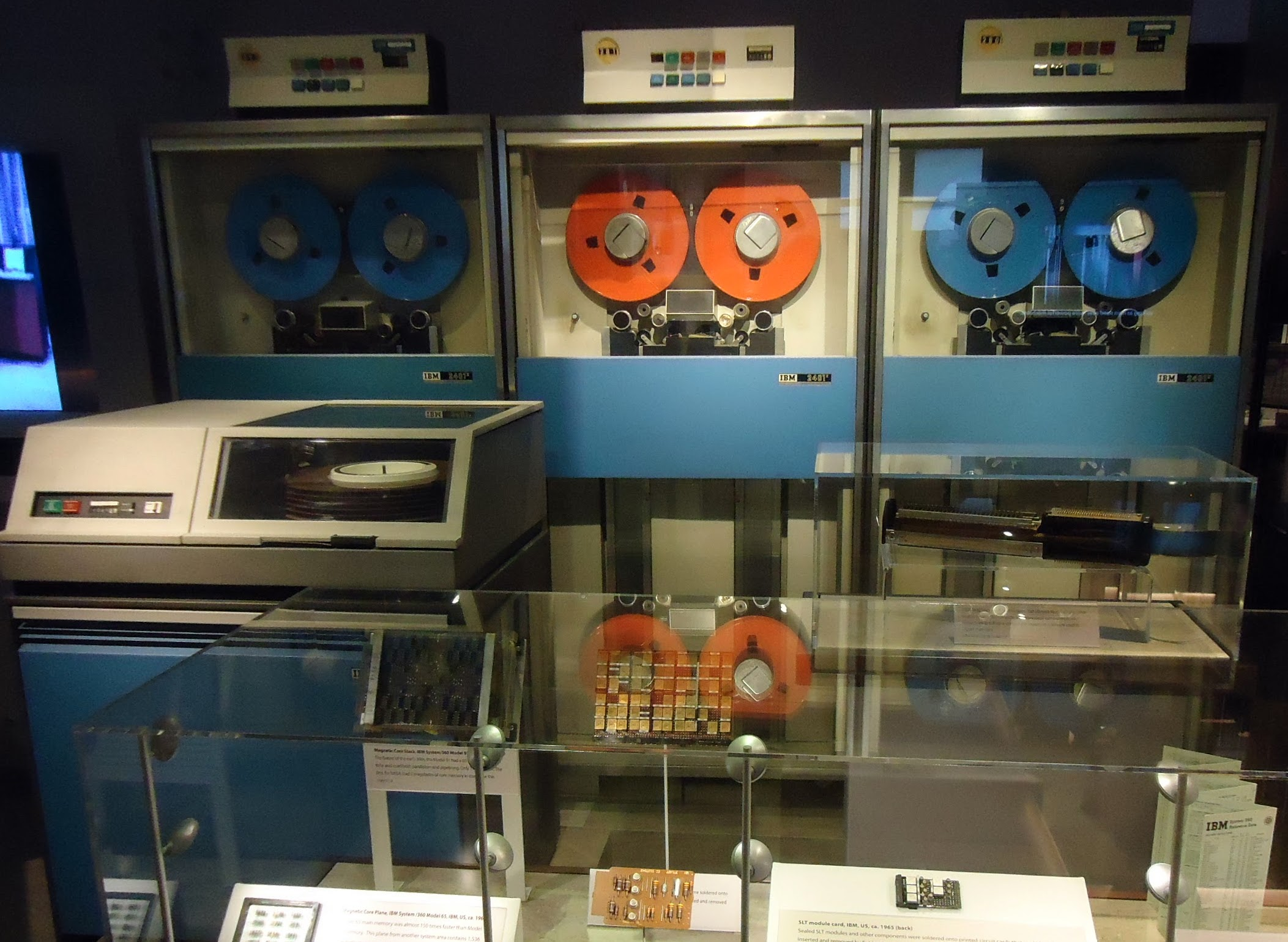
Equips informàtics exposats al museu.
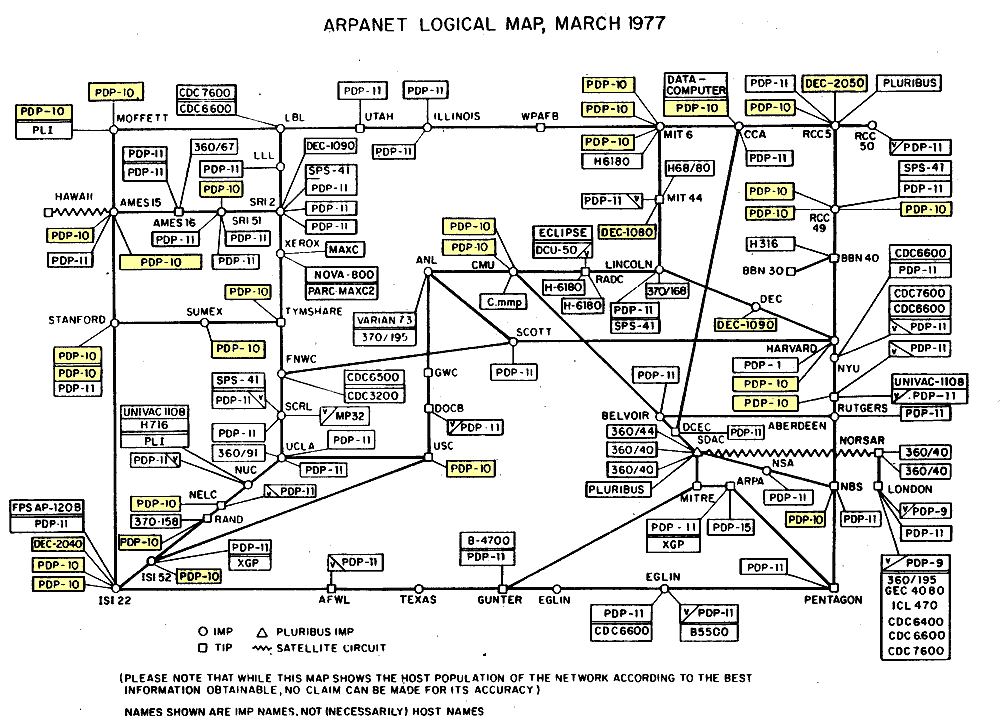
Placa lògica Arpanet (vers 1977) exposada al museu.

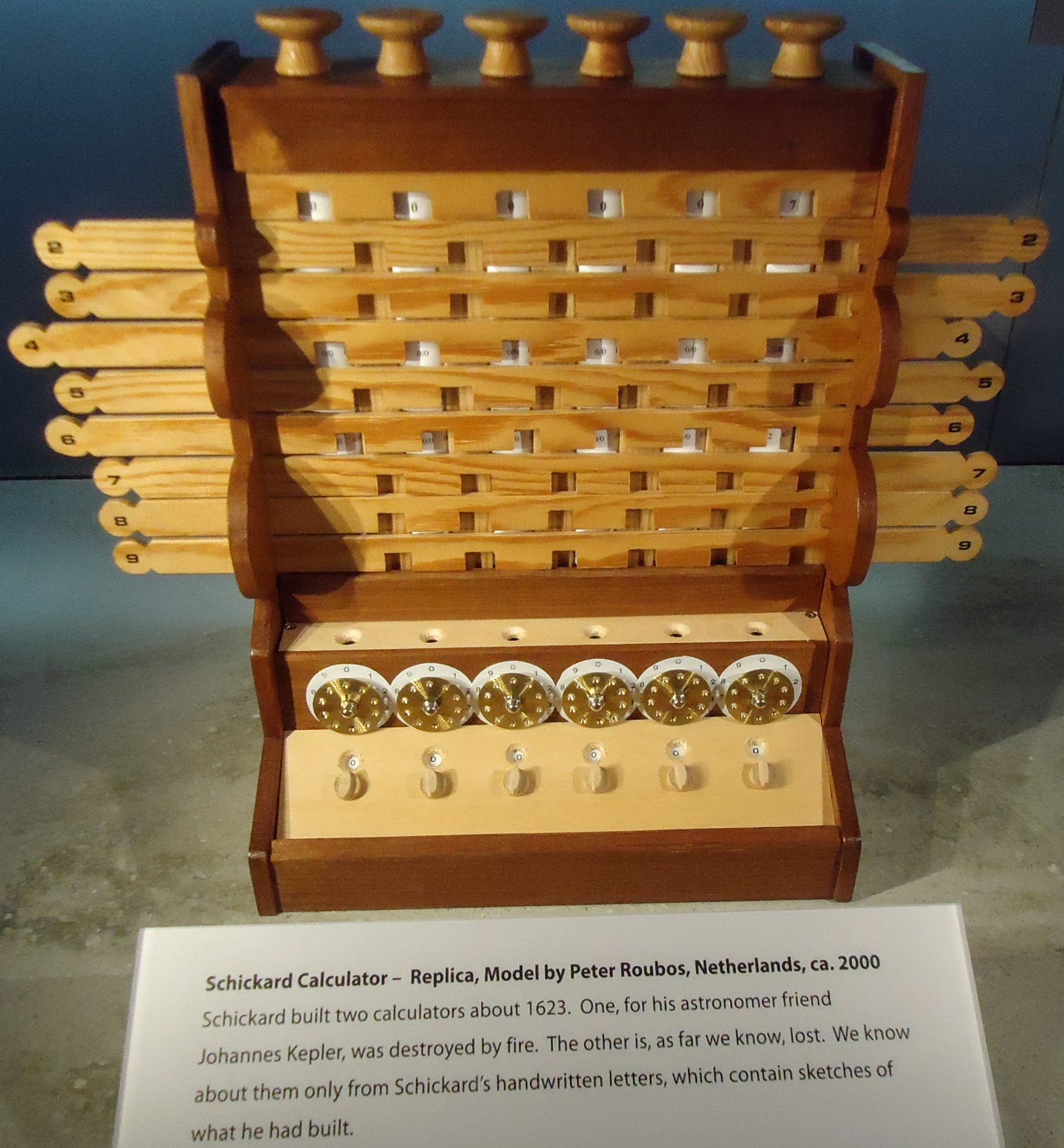
La calculadora mecànica de Wilhelm Schickard exposada al museu.
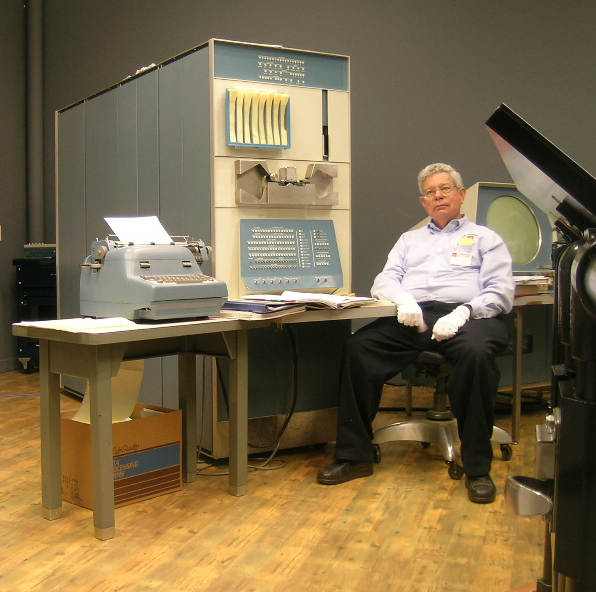
Steve Russell i el PDP-1 del Museu d'Història de la Computació.